# Paul Suzuki
Paul Suzuki (Né en 1563 dans la Province d'Owari, aujourd'hui préfecture d'Aichi et mort exécuté le 5 février 1597 sur les hauteurs de Nagasaki) est un laïc catholique japonais, membre du Tiers-Ordre franciscain, employé comme catéchète par les missionnaires franciscains, victime de la persécution anti-catholique au Japon.  Il appartient au groupe des 26 premiers martyrs japonais de l'histoire.

## Son martyre
Arrêté à Kyoto il eut l'oreille gauche et le nez coupés avant d'être exilé dans les rues de la ville pour l'exemple. Le 10 janvier 1597, avec ses 25 autres compagnons d'infortune, il est condamné à mort et part à pied d'Osaka pour Nagasaki. Il est exécuté par crucifixion transpercé de deux lances.